# Ronald Squire
Ronald Squire (* 25. März 1886 in Tiverton; † 16. November 1958 in London) war ein britischer Schauspieler.

## Leben
Ronald Squire spielte nach einer Schauspielausbildung lange auf britischen Bühnen, ab 1927 auch in New York. Ab 1933 trat er dann auch in Filmen auf und verkörperte häufig kauzige Typen, überzeugte aber auch in der Darstellung aristokratischer Persönlichkeiten. Seiner Popularität tat es keinen Abbruch, dass er sich meist mit Nebenrollen zufriedengeben musste.

## Filmografie (Auswahl)
- 1916: Whoso Is Without Sin
- 1934: The Unfinished Symphony
- 1947: While the Sun Shines
- 1948: Der Frauenfeind (Woman Hater)
- 1951: Dakapo (Encore)
- 1951: Die Reise ins Ungewisse (No Highway)
- 1952: Meine Cousine Rachel (My Cousin Rachel)
- 1953: Sein größter Bluff (The Million Pound Note)
- 1955: Ferien mit Papa (Raising a Riot)
- 1955: Zwischen Haß und Liebe (Footsteps in the Fog)
- 1956: In 80 Tagen um die Welt (Around the World in Eighty Days)
- 1957: Treibgut der Leidenschaft (Seawife)
- 1958: Die Herberge zur 6. Glückseligkeit (The Inn of the Sixth Happiness)
- 1958: Sheriff wider Willen (The Sheriff of Fractured Jaw)
- 1958: Herzlich willkommen im Kittchen (Law and Disorder)
- 1959: Französische Betten (Count Your Blessings)